# Kanton Turriers
Turriers is een voormalig kanton van het Franse departement Alpes-de-Haute-Provence. Het kanton maakte deel uit van het arrondissement Forcalquier. Alle gemeenten werden opgenomen in het kanton Seyne.

## Gemeenten
Het kanton Turriers omvatte de volgende gemeenten:
- Bayons
- Bellaffaire
- Faucon-du-Caire
- Gigors
- Piégut
- Turriers (hoofdplaats)
- Venterol